# Hersilia vicina
Espèce
Hersilia vicina est une espèce d'araignées aranéomorphes de la famille des Hersiliidae.

## Distribution
Cette espèce se rencontre en Thaïlande et en Chine au Yunnan,.

## Description
La femelle holotype mesure 4,8 mm.
Le mâle décrit par Chami-Kranon, Wongsawad et Dankittipakul en 2007 mesure 5,09 mm et la femelle 4,86 mm

## Systématique et taxinomie
Cette espèce a été décrite par Baehr et Baehr en 1993.

## Publication originale
- Baehr & Baehr, 1993 : « The Hersiliidae of the Oriental Region including New Guinea. Taxonomy, phylogeny, zoogeography (Arachnida, Araneae). » Spixiana Supplement, vol. 19, p. 1-96 (texte intégral).